# Heinrich Wilken (Politiker, 1893)
Heinrich Wilken (* 11. Juli 1893 in Rahling; † 29. Mai 1977 in Rahling, Stadt Varel) war ein deutscher Landwirt und Politiker.
Als Abgeordneter der FDP gehörte er von der ersten Sitzung am 30. Januar 1946 bis zur letzten am 6. November 1946 dem Ernannten Landtag von Oldenburg an.

## Quelle
- Barbara Simon: Abgeordnete in Niedersachsen 1946–1994. Biographisches Handbuch. Hrsg. vom Präsidenten des Niedersächsischen Landtages. Niedersächsischer Landtag, Hannover 1996.

| Personendaten    | Personendaten                               |
| ---------------- | ------------------------------------------- |
| NAME             | Wilken, Heinrich                            |
| KURZBESCHREIBUNG | deutscher Landwirt und Politiker (FDP), MdL |
| GEBURTSDATUM     | 11. Juli 1893                               |
| GEBURTSORT       | Rahling                                     |
| STERBEDATUM      | 29. Mai 1977                                |
| STERBEORT        | Rahling, Stadt Varel                        |